# Lukas Lerager
Lukas Lerager (Gladsaxe, 12 juli 1993) is een Deens voetballer die doorgaans als centrale middenvelder speelt. Hij verruilde Girondins Bordeaux in juli 2019 voor Genoa CFC, dat hem in het voorgaande halfjaar al huurde. Lerager debuteerde in 2017 in het Deens voetbalelftal.

## Clubcarrière
Lerager debuteerde tijdens het seizoen 2010/11 in het shirt van Akademisk BK in de Superligaen. In 2013 trok hij naar Viborg FF, waar hij één doelpunt maakte in 67 competitieduels. In 2016 tekende de Deen een driejarig contract bij Zulte Waregem. Op 30 juli 2016 debuteerde hij in de
Eerste klasse, tegen KAS Eupen. Hij viel aan de rust in voor Sebastiaan Brebels.

## Clubstatistieken
| Seizoen | Club               | Competitie                 | Duels | Doelp. |
| ------- | ------------------ | -------------------------- | ----- | ------ |
| 2010/11 | Akademisk BK       | 1. division                | 4     | 0      |
| 2011/12 | Akademisk BK       | 1. division                | 18    | 2      |
| 2012/13 | Akademisk BK       | 1. division                | 26    | 1      |
| 2013/14 | Viborg FF          | Superligaen                | 19    | 0      |
| 2014/15 | Viborg FF          | 1. division                | 17    | 1      |
| 2014/15 | Viborg FF          | Beker van Denemarken       | 1     | 0      |
| 2015/16 | Viborg FF          | Superligaen                | 31    | 0      |
| 2015/16 | Viborg FF          | Beker van Denemarken       | 2     | 1      |
| 2016/17 | Zulte Waregem      | Eerste klasse              | 39    | 6      |
| 2016/17 | Zulte Waregem      | Beker van België           | 5     | 0      |
| 2017/18 | Girondins Bordeaux | Ligue 1                    | 37    | 3      |
| 2017/18 | Girondins Bordeaux | Coupe de France            | 1     | 0      |
| 2017/18 | Girondins Bordeaux | Coupe de la Ligue          | 1     | 0      |
| 2017/18 | Girondins Bordeaux | Europa League kwalificatie | 1     | 0      |
| 2018/19 | Girondins Bordeaux | Ligue 1                    | 18    | 0      |
| 2018/19 | Girondins Bordeaux | Coupe de la Ligue          | 1     | 0      |
| 2018/19 | Girondins Bordeaux | Europa League              | 4     | 0      |
| 2018/19 | Girondins Bordeaux | Europa League kwalificatie | 5     | 0      |
| 2018/19 | → Genoa CFC        | Serie A                    | 14    | 1      |
| 2019/20 | Genoa CFC          | Serie A                    | 21    | 1      |
| 2019/20 | Genoa CFC          | Coppa Italia               | 1     | 0      |
| 2020/21 | Genoa CFC          | Serie A                    | 16    | 0      |
| 2020/21 | Genoa CFC          | Coppa Italia               | 3     | 1      |
| 2020/21 | → FC Kopenhagen    | Superligaen                | 17    | 4      |
| Totaal  | Totaal             | Totaal                     | 302   | 21     |

## Interlandcarrière
Onder leiding van de Noorse bondscoach Åge Hareide maakte Lerager zijn debuut voor de Deense nationale A-ploeg op 6 juni 2017 in de vriendschappelijke wedstrijd tegen wereldkampioen Duitsland (1–1), net als Frederik Sørensen (1. FC Köln). Hij viel in dat duel na 65 minuten in voor aanvoerder Christian Eriksen.